# Cornet (orgel)
De cornet is een orgelregister dat een samenstelling is van verschillende  aliquoten (meestal 5 stemmen).
Met name:
1. bas (Bourdon 8' )
2. octaaf (Fluit 4' )
3. kwint (Nazard 2 2/3' )
4. superoctaaf (Woudfluit 2' )
5. terts (1 3/5' )

Bij een cornet die vier sterk is (aangeduid als Cornet IV) ontbreekt de bas (8'). Is de cornet drie sterk (Cornet III) dan ontbreekt ook het octaaf (4'), of de superoctaaf (2'). Laatstgenoemde komt geregeld voor bij de orgelmakers Ypma. 
De cornet wordt over het algemeen apart gebouwd in de orgelkast op de zogenaamde cornetbank, die zich achter het front bevindt. Het register is daarom goed bruikbaar als soloregister.
Een cornet wordt meestal gebouwd vanaf de centrale do naar de bovenliggende octaven, waar hij het helderst klinkt.
De samenstelling van de Cornet is vrijwel gelijk aan die van de Sexquialtera. Het verschil in beide registers is de mensuur waarmee de boventonen anders zijn. De Cornet bestaat uit een wijde (open) fluitenreeks, waar de Sexquialtera uit engere prestanten is samengesteld.
De Cornet is daardoor in klank veel ronder en voller, waar de Sexquialtera veel snijdender is. 
Soms bevindt zich in het pedaal een register met de naam Cornet 4 of Cornet 2. Dit betreft dan een andersoortig register, namelijk een 2' of een 4' tongwerk, dat vaak ook Zink wordt genoemd. 
Aliquot · Bourdon · Chamadewerk · Cornet · Cymbelster · Dulciaan · Fluit · Gedekt · Grondstem · Hobo · Holpijp · Mixtuur · Nachtegaal · Prestant · Roerfluit · Salicionaal · Strijkers  · Subbas · Tolkaan · Voix céleste · Vulstem